# Pteris hivaoaensis
Pteris hivaoaensis ist eine Pflanzenart aus der Gattung der Pteris innerhalb der Familie der Saumfarngewächse (Pteridaceae). Sie ist nur vom Typusfundort auf der Insel Hiva Oa, die zu den Marquesas-Inseln im südlichen Pazifik gehört, bekannt.

## Beschreibung

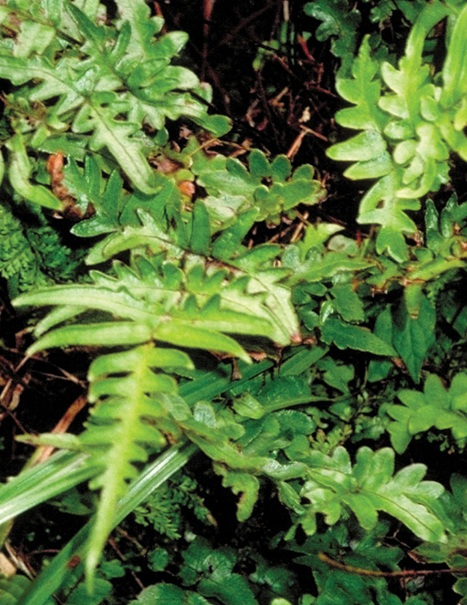
Farnwedel

Pteris hivaoaensis ist eine ausdauernde krautige Pflanze. Sie wächst als lithophytischer Farn. Er bildet ein aufrechtes, 3 bis 7 Zentimeter langes Rhizom, welches mit Schuppen bedeckt ist und einen Durchmesser von 1,5 bis 2,5 Zentimetern besitzt. Häufig wachsen mehrere Rhizome nebeneinander. Die goldbraunen haarartigen Schuppen an dem Rhizom sind bei einer Länge von 0,1 bis 0,2 Zentimeter nadelförmig.
An jedem Rhizom stehen aufrechte oder gewölbte Wedel büschelartig angeordnet, welche mit dem Stiel bis zu 30 Zentimeter lang sind. Die dunkel haselnussbraunen Wedelstiele sind etwa halb so lang wie die Wedel und rund 0,1 Zentimeter dick. Die Wedelstiele sind an der Oberseite gefurcht und an der Basis mit wenigen hellbraunen, sichelartigen Schuppen bedeckt, welche bei einer Länge von 2 bis 3 Millimetern und einer Breite von 0,1 bis 0,5 Millimetern linealisch bis linealisch-lanzettförmig geformt sind. Die Schuppen haben ganzrandige Ränder. Die Stängel sind auch spärlich mit warzenartigen Drüsen bedeckt.
Der zwei- bis dreifach gefiederte Wedel sind bei einer Länge von 10 bis 16 Zentimetern sowie einer Breite von 5 bis 9 Zentimetern annähernd eiförmig bis lanzettlich und enthalten fast gegenständig angeordnete Fiederblättchen. Die pergamentartigen, nicht gegliederten Fiederblättchen sind meist selbst auf einem Großteil ihrer Länge einfach gefiedert und sitzen am Wedelstiel auf oder stehen an einen bis zu 2 Millimeter langen Stiel. Die oberen Fiederblättchen weisen zwei bis drei Paare an sichelförmigen Lappen auf, deren Größe von der Größe des Fiederblättchens abhängt, wobei die größten Lappen an den untersten und damit größten Fiederblättchen zu finden sind. Die Fiederlappen sind bei einer Länge von 0,3 bis 2,5 Millimetern und einer Breite von 0,3 bis 11 Millimetern linealisch-länglich bis linealisch-dreieckig. Die Lappenränder sind gekerbt oder gezähnt und die Spitze der Lappen ist abgerundet oder spitz zulaufend. Die untersten Fiederblättchen sind lanzettlich, etwas zurückgebildet und weisen sechs bis sieben Paare an sichelförmigen Lappen auf. Diese Fiederlappen sind zwischen 5 und 8 Millimeter breit, wobei die breiteste Stelle etwas über der Lappenbasis liegt und sie haben ganzrandige Ränder, wobei diese zu der spitz zulaufenden Lappenspitze hin auch gekerbt oder gezähnt sind. Der einzelne sichelförmige bis annähernd linealische Endlappen der Fiederblättchen hat gekerbte Lappenränder. Sterile Fiederblättchen haben fein gezähnte Ränder, wobei jedes Ende der Blattadern einen Zahn aufweist und die in der Farbe den Wedelstiel ähnelnden Mitteladern sind an der Oberseite gefurcht, während sie an der Unterseite abgerundet sind.
Die Sori fehlen an den Spitzen der Blättchen und werden von einem hellbraunen Indusium mit ganzrandigen Rändern bedeckt. Die Sporen sind hellbraun gefärbt.

## Vorkommen
Pteris hivaoaensis ist ein Endemit der Insel Hiva Oa, die zu den Marquesas-Inseln im südlichen Pazifik gehört. Pteris hivaoaensis wurde bisher nur an einer Felswand entlang eines Flusses in einer Höhenlage von etwa 930 Metern gefunden. Diese feuchte Felswand liegt im Schatten eines feuchten Waldes in dem unter anderen Cheirodendron bastardianum, Crossostylis biflora, Metrosideros collina, Weinmannia marquesana wächst. Als vergesellschaftete Arten wachsen auch Alsophila tahitensis, Cyrtandra-Arten, Freycinetia-Arten, Leptochloa marquisensis, Melicope-Arten, Brechstrauch-Arten (Psychotria spec.) sowie zahlreiche andere Gefäßsporenpflanzen in dem Wald.

## Systematik
Die Erstbeschreibung von Pteris hivaoaensis erfolgte 2011 durch David H. Lorence und Kenneth Richard Wood in PhytoKeys, Nummer 4, Seite 28. Das Artepitheton hivaoaensis verweist auf die Insel Hiva Oa, auf welcher diese Art endemisch ist.